# Ahmad Tea
Ahmad Tea — марка чая, принадлежащая компании Ahmad Tea Ltd.

## История
Компания Ahmad Tea Ltd. основана в 1986 году в Англии. Одним из постоянных владельцев компании на протяжении её истории была семья Афшар (англ. Afshar). В 2014 году после проведённой реструктуризации контроль над компанией Ahmad Tea Ltd. перешёл к компании Ahmad Tea (UK) Ltd., владельцами которой остались представители семьи Афшар. Штаб-квартира компании и одно из чайных производств расположены в Чендлерс-Форд, графстве Хэмпшир, Саутгемптон. Компании Ahmad Tea (UK) Ltd. на конец 2014 года было подконтрольно несколько предприятий, находящихся за пределами Великобритании: чайные фабрики в Дубае (Объединённые Арабские Эмираты), Харькове (Украина), Мытищах (Россия), Наньчане (Китай), Шри-Ланке и Иране. Основные источники сырья — Китай, Индия и Шри-Ланка.

## Деятельность
В 2013 году, по данным Euromonitor International, компания Ahmad Tea занимала пятое место во всем мире по продаже чая (после Unilever, Tata Global Beverages, Associated British Foods и Orimi Trade), имея доли на рынках более 20 стран. Основная часть продаж компании приходится на восточноевропейский, ближневосточный и африканский рынки, прежде всего, на Россию и Иран, доля которых в 2013 году превышала 60 % общего объёма продаж компании.
По состоянию на 2009 год занимала 2-е место в России по продажам чёрного чая и 1-е место по продажам зелёного чая, по данным от 2008 года годовой объём продаж продукции в России под данной маркой оценивался в 5 млрд рублей. По состоянию на 2013 год, компания занимала третье место (10 % рынка) по объёму продаж чая в России. Дистрибуцией и маркетингом продукции в России занимается компания «СДС-Фудс».
В Иране в 2013 году компания занимала второе место по объёмам продаж чая (местный партнёр — компания Maham Qeshm Trading Co.).
Марка практически не присутствует на рынках Северной и Латинской Америки и Юго-Восточной Азии, Австралии и Океании. В 2008 году Forbes писал, что в Великобритании продажи марки происходят вне основных супермаркетов и преимущественно ориентированы на туристов из России, но, по мнению Хуоп Ли из Euromonitor International, компания ищет возможность расширить продажи премиального чая во внутренней британской розничной торговле, опираясь на завоёванные позиции на внешних рынках, однако по состоянию на 2014 год в основных розничных сетях марка не представлена.
Ahmad Tea of London является участником Чайной палаты Великобритании (англ. United Kingdom Tea Council), в которую могут вступить компании, зарегистрированные в Великобритании и имеющие на её территории чайное производство или осуществляющие торговлю чаем.
Ahmad Tea в России является инициатором, организатором и спонсором фестиваля актуальной британской музыки Ahmad Tea Music Festival, который проходил в Москве с 2011 года.